# Frozza Orseolo
Frozza Orseolo (circa 1015 - 17 februari 1071) was de derde markgravin-gemalin van Oostenrijk.

## Levensloop
Frozza Orseolo was een dochter van Otto Orseolo, doge van Venetië, en Grimelda van Hongarije en haar broer Peter Orseolo was tussen 1038 en 1046 tweemaal koning van Hongarije.
Rond het jaar 1040 huwde ze met markgraaf Adalbert van Oostenrijk en was daarmee diens tweede vrouw. Hun huwelijk bleef kinderloos. Frozza bleef markgravin-gemalin van Oostenrijk tot aan het overlijden van haar echtgenoot in 1055. Over haar verdere leven is er bijna niets bekend.